# Emesis castigata
Emesis castigata är en fjärilsart som beskrevs av Hans Ferdinand Emil Julius Stichel 1910. Emesis castigata ingår i släktet Emesis och familjen Riodinidae. Inga underarter finns listade i Catalogue of Life.